# Hôn nhân cùng giới ở Ontario
Hôn nhân cùng giới đã hợp pháp hóa tại Ontario. Những cuộc hôn nhân hợp pháp đầu tiên được thực hiện ở Ontario là cặp đôi Kevin Bourassa và Joe Varnell, Elaine Vautour và Anne Vautour, bởi Mục sư Brent Hawkes vào ngày 14 tháng 1 năm 2001. Tính hợp pháp của các cuộc hôn nhân đã được đặt câu hỏi và họ đã không được đăng ký cho đến sau ngày 10 tháng 6 năm 2003, khi Tòa phúc thẩm Ontario tại Halpern v Canada (AG) duy trì phán quyết của tòa án thấp hơn tuyên bố rằng việc xác định hôn nhân trong các điều khoản khác giới chỉ vi phạm Điều lệ quyền và tự do của Canada.
Ontario trở thành quyền tài phán thứ ba trên thế giới (sau Hà Lan và Bỉ) cũng như quyền tài phán đầu tiên ở châu Mỹ hợp pháp hoá hôn nhân cùng giới. Cuộc hôn nhân hợp pháp đầu tiên được đăng ký tại Ontario là cặp đôi Paula Barrero và Blanca Mejias, kết hôn bởi lời thề tại Nhà thờ Emmanuel Howard Park United vào ngày 29 tháng 9 năm 2001 và đăng ký cùng năm. Người phụ tá là Tiến sĩ Cheri DiNovo (sau này là MPP cho Parkdale – High Park từ 2006 đến 2017). Văn phòng Tổng Đăng ký dường như không nhận ra tên cả hai đều là phụ nữ và đã cấp giấy chứng nhận kết hôn. Mẫu giấy phép kết hôn chỉ yêu cầu tên của cô dâu và chú rể, không phải là giới tính của người nộp đơn.
Tất cả những cuộc hôn nhân này được cho phép bằng cách gọi lời thề trong nhà thờ của cặp vợ chồng. Giấy phép kết hôn đầu tiên được cấp cho một cặp vợ chồng cùng giới là Michael Stark và Michael Leshner, cặp đôi đã có thời gian chờ đợi bình thường được miễn và hoàn thành thủ tục kết hôn chỉ vài giờ sau phán quyết của tòa án, vào ngày 10 tháng 6 năm 2003.